# Francoska Polinezija
Francóska Polinézija (francosko Polynésie française, tahitijsko Pōrīnetia Farāni) je francoski čezmorski teritorij (pays d'outre-mer ali POM) v južnem Tihem oceanu.
Francoska Polinezija sestoji iz več kot 100 večjih in manjših otokov ter atolov, ki se razprostirajo na površini veliki kot Zahodna Evropa. Največji in najbolj poseljen otok je Tahiti, ki leži v otoški skupini Družbenih otokov. Na njem je tudi glavno mesto, Papéete. Do leta 1957 se je otočje imenovalo Francoska Oceanija (Établissements français de l'Océanie). Skupna površina otokov meri 3.998 km². Celotno otočje sestavljajo: 
1) Družbeno otočje (Archipelag de la Société) s površino 1647 km² se deli na dve skupini:
- Privetrni otoki (Îles du Vent) z glavnima otokoma Tahiti (1.042 km²) in Mooréa (132 km²) ter
- Zavetrni otoki (Îles sous le Vent) z glavnimi otoki Huahine, Raiatéa, Tahaa, Bora-Bora in Maupiti s  površino 473 km².

2) Markizovo otočje (Îles Marquises) s površino 1274 km²; največja otoka sta Nuku Hiva in Hiva Oa in 
3) Otoške skupine:
- Gambier (30 km²), največji otok Mangareva
- Tuamotu (885 km²), okoli 80 majhnih atolov
- Tubuai (164 km²), največji otoki v skupini: Tubuai, Rurutu in Rapa.[2]

Na otokih Fangataufa in Muroroa je bil petdesetih letih 20. stoletja francoski poligon za preizkušanje atomskih bomb.  